# 우구이셴
우구이셴(중국어: 吴桂贤, 오계현, 병음: Wú Guìxián; 1938년 2월 16일 ~ 2025년 4월 25일)은 1975년 1월부터 1977년 9월까지 중국 최초의 여성 부총리를 지낸 중국의 정치인이다. 원래는 셴양시의 국유 면화 공장에서 일했지만, 공장 부국장이 되고 중국 공산당 중앙위원회 위원이 된 후 마오쩌둥 당수에 의해 임명되었다.